# Bernard Pottier
Bernard Pottier (París, 29 de septiembre de 1924) es un lingüista francés.

## Biografía
Trabajó como catedrático universitario en la Universidad de Heidelberg, Alemania (1986), en la que fue nombrado doctor honoris causa. A su vez, ha impartido enseñanzas en la Universidad de Educación a Distancia (UNED), Madrid, España (1993), en la Universidad de Zulia, Maracaibo, Venezuela (1998) y en la Universidad de Zaragoza, España (1999). Desde 1995 es académico correspondiente de la Academia Peruana de la Lengua. Asimismo, es miembro de la Academia de las inscripciones y lenguas antiguas de París (Instituto de Francia) desde 1997, y la preside desde 2006.

## Campo de trabajo
Es un estudioso de las lenguas amerindias, especialista en semántica, en lengua francesa, en lengua española y en filología románica.

## Obra
Es el autor de numerosas publicaciones en español y en francés, siendo las más importantes:
- Représentations mentales et catégorisations linguistiques. París-Louvain, Peeters, 2000, 318 p.
- Sémantique générale. París: Presses Universitaires de France, 1992. 240 p.
- Théorie et analyse en linguistique. París: Hachette, 1987. 224 p.
- Linguistique générale. París: Klincksieck, 1974. 340 p.
- Grammaire de l'espagnol Que sais-je? París: Presses Universitaires de France, vol. 1354: 128 p.
- Recherches sur l’analyse sémantique en linguistique et en traduction mécanique. Publications linguistiques de la Faculté des Lettres et des Sciences Humaines de Nancy, Université de Nancy, 1963
- La cassotte à manche tubulaire. Histoire de l’objet et des noms qui le désignent. - Universidad de París-Sorbonne
  - Artes y tradiciones populares, París, abril-diciembre 1957, p.182-260.
  - Reimpresión: Presses Universitaires de France, Paris, 1959, 86 páginas.